# Marie-Sophie en Bavière
Titre
Reine consort des Deux-Siciles
22 mai 1859 – 13 février 1861
(1 an, 8 mois et 22 jours)
 (février 2025).
Si vous disposez d'ouvrages ou d'articles de référence ou si vous connaissez des sites web de qualité traitant du thème abordé ici, merci de compléter l'article en donnant les références utiles à sa vérifiabilité et en les liant à la section « Notes et références ».
Marie Sophie Amélie, duchesse en Bavière (en allemand : Marie Sophie Amalie, Herzogin in Bayern), née le 5 octobre 1841 à Possenhofen et morte le 19 janvier 1925 à Munich, est une princesse bavaroise, devenue duchesse de Calabre puis reine consort des Deux-Siciles. 

## Biographie

### Jeunesse et mariage
Sixième enfant du duc Maximilien en Bavière et de son épouse Ludovica de Bavière, Marie-Sophie est la sœur cadette de l'impératrice Élisabeth d'Autriche, la célèbre Sissi, épouse de l'empereur d'Autriche  François-Joseph  depuis 1854.
Le brillant mariage de « Sissi », une princesse de second ordre au regard des cours européennes, permet à ses sœurs de devenir des partis intéressants ; devenir le beau-frère de l'empereur d'Autriche François-Joseph est un avantage politique pour les souverains européens. En 1858, le roi Ferdinand II des Deux-Siciles demande la main de la sœur cadette de l'impératrice pour son fils aîné François, duc de Calabre.
Le mariage par procuration se déroule à Munich le 9 janvier 1859, le prince Luitpold de Bavière, futur régent, représentant le fiancé.
Le 13 janvier suivant, Marie prend le train qui, par Leipzig et Prague la conduit d'abord à Vienne - où elle s'attarde auprès de sa sœur, l'impératrice Élisabeth - puis vers Trieste où le yacht Le Fulminant l'emmène jusqu'à Bari où elle est reçue par son beau-père le roi Ferdinand II, déjà très malade, le duc de Calabre son fiancé, ses neuf demi-frères et sœurs et la reine Marie-Thérèse, seconde épouse du roi, qui dirige la famille, notamment le prince héritier son beau-fils, avec autorité en imposant ses idées ultra-conservatrices.
Le duc de Calabre est un jeune homme effacé, uniquement intéressé par les ouvrages de piété et notamment la vie des saints, ne parlant pas l'allemand quand sa fiancée bavaroise ne parle pas l'italien. Souffrant d'un phimosis, il ne peut consommer son mariage. Dès le début, ce couple mal assorti ne s'entend pas particulièrement bien et la jeune femme, dotée d'une famille plutôt complice, s'ennuie.

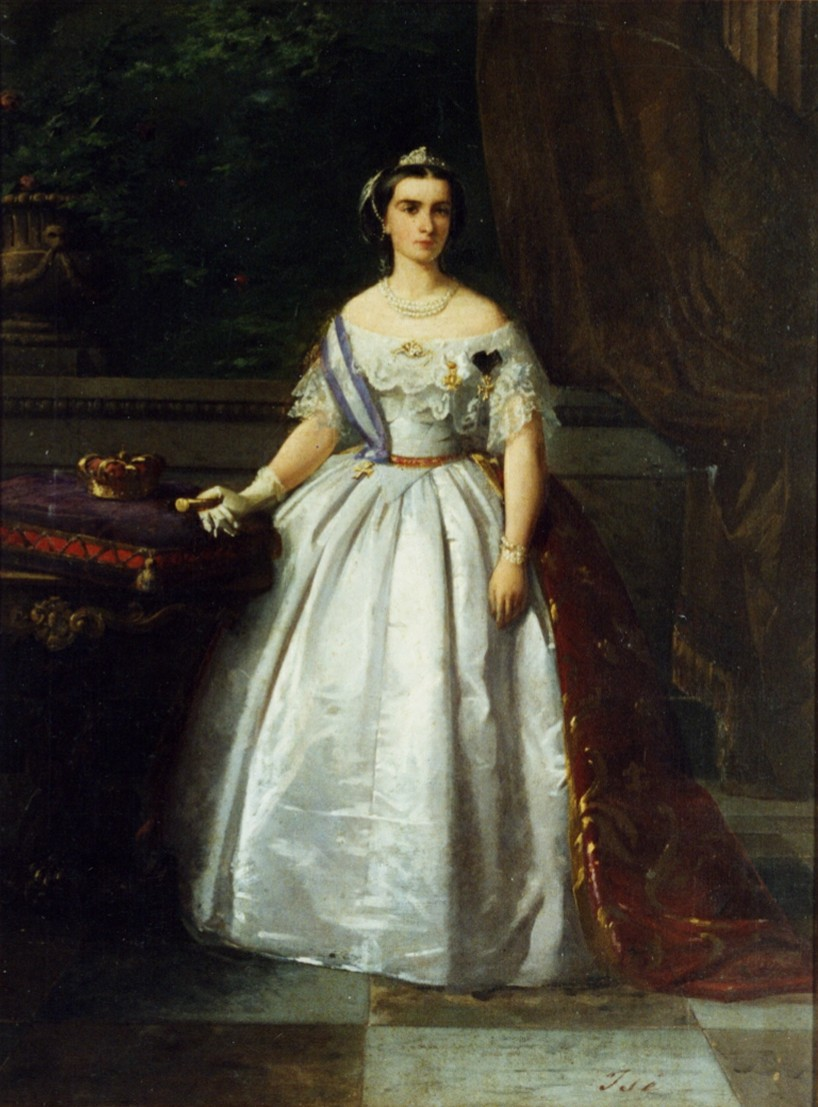
Marie, reine des Deux-Siciles.

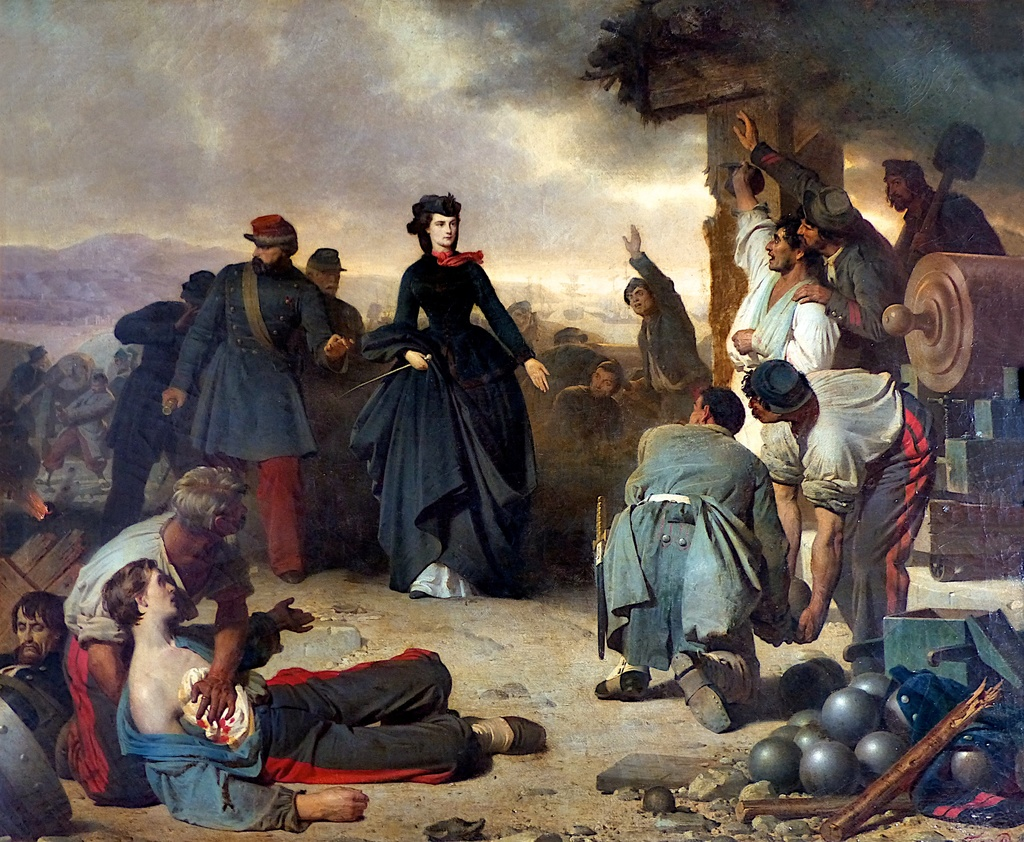
La reine Marie à Gaëte.

### Reine éphémère des Deux-Siciles
En avril, excédé par les provocations du royaume de Piemont-Sardaigne,  l'Autriche lui déclare  la guerre mais, mal préparée, signe rapidement un armistice et cède la Lombardie. En mai de la même année, la mort du roi Ferdinand fait de la jeune Marie, la nouvelle reine des Deux-Siciles mais le pouvoir reste entre les mains de son autoritaire belle-mère.
L'année suivante, le royaume des Deux-Siciles est envahi par l'armée de Garibaldi. Le roi et la reine en appellent à leur beau-frère, l'empereur d'Autriche François-Joseph Ier. L'empereur d'Autriche est alors très impopulaire et affaibli après ses défaites à Solférino et Magenta face aux armées françaises de Napoléon III qui soutenait le roi Victor-Emmanuel II de Sardaigne. Malgré les efforts des frères et sœurs de la reine, il ne peut venir à leur aide.
Vaincue, la famille royale, suivie du nonce apostolique (en) et du corps diplomatique, s'enferme alors dans la citadelle de Gaëte. Marie, à 19 ans, devient l'âme de la résistance. Les journaux la surnomment « l'héroïne de Gaëte » tandis que Victor-Emmanuel II, soutenu par un plébiscite truqué qui voit 1 302 064 oui et 10 302 non se fait proclamer roi de Naples. En mars 1861, le royaume des Deux-Siciles est intégré au nouveau royaume d'Italie dont Victor-Emmanuel est proclamé souverain héréditaire.
La famille royale des Deux-Siciles doit trouver refuge auprès du pape dans ce qui reste des États pontificaux.

### Reine en exil

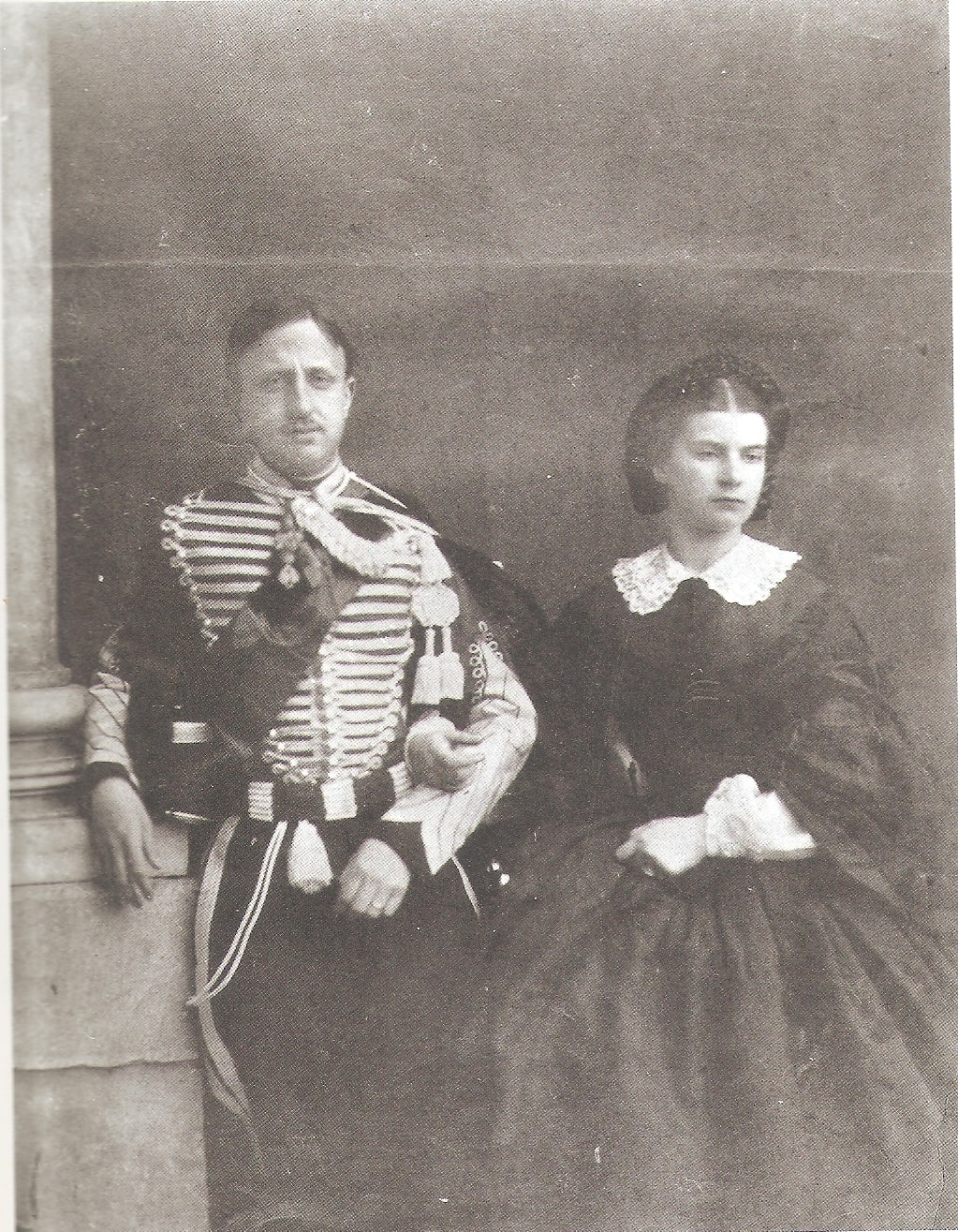
Le couple royal.

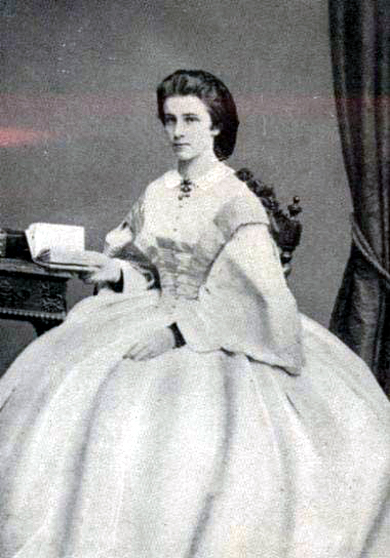
Mathilde en Bavière, comtesse de Trani.

À Rome, Marie s'ennuie auprès d'un mari plutôt terne. Soutenue par sa sœur aînée l'impératrice d'Autriche, elle songe à faire venir près d'elle leur sœur cadette Mathilde et, pour ce faire, organise le mariage de cette dernière avec le frère cadet de son mari, Louis, comte de Trani.
Ce couple n'est pas mieux assorti que le couple royal. Nonobstant, les deux sœurs sont inséparables, souvent rejointes par le reste de la fratrie, recréant l'intimité de Possi. Pour déjouer la curiosité des badauds, elles prennent l'habitude de porter les mêmes tenues. L'impératrice et leur plus jeune sœur Sophie-Charlotte, qui deviendra par mariage duchesse d'Alençon, les rejoignent parfois et se prêtent à ce jeu.
Marie et Mathilde n'en sont pas moins très insatisfaites de leur vie conjugale (les mariages n'ont pas été consommés) et, comme leur sœur l'impératrice aussi malheureuse qu'elles, rejoignent le plus souvent possible Possenhofen recréant au mieux l'ambiance et la complicité de l'enfance perdue. Le duc Max se lasse bientôt de ces plaintes et renvoie ses princesses vers leurs maris. La duchesse Ludovica confiera que si ses gendres n'étaient pas parfaits, ses filles n'avaient pas été des épouses faciles. Trop romantiques, trop libres, ces jeunes femmes de l'époque ont du mal à se conformer à un univers où l'étiquette et l'éducation priment.
En effet, Marie et Mathilde, que l'exil condamne à l'oisiveté, s'engagent dans l'adultère. Mathilde s'éprend d'un diplomate tandis que Marie s'éprend  d'un jeune zouave pontifical qu'on croira longtemps être un jeune aristocrate belge (alors qu'il était français), Emmanuel de Lavaysse, dont elle est bientôt enceinte. Sa famille la fait accoucher discrètement dans un couvent d'Augsbourg d'une petite fille, Daisy de Lavaysse.
Réconciliée avec son mari, ce dernier accepte de se faire opérer du phimosis permettant enfin la consommation du mariage. Le couple donne naissance  en 1869 , à Rome, à une fille, Maria-Cristina-Pia qui meurt au berceau.
Le rattachement des États pontificaux au royaume d'Italie en 1870 les oblige à trouver refuge dans différents pays d'Europe, l'Autriche, la Suisse et la France. Le comte de Trani, déprimé par l'exil et une vie sans joie sombre dans l'alcoolisme et se suicide en 1886.
Veuve en 1894, Marie mène une vie mondaine recourant au soutien financier de la famille de Rothschild. C'est en allant saluer ces derniers que l'impératrice Sissi est assassinée en 1898, un an après la mort tragique de la duchesse d'Alençon dans l'incendie du Bazar de la Charité.
En 1902, la reine, qui habite le boulevard Maillot, à Neuilly-sur-Seine, depuis déjà plusieurs années, se fait construire un hôtel de style Louis XVI à côté de celui de l'homme de lettres Robert de Montesquiou.
Survivant à la Première Guerre mondiale et à la chute des monarchies autrichienne, allemande et russe, elle reproche à sa petite-nièce, la princesse Marie-José de Belgique, ses fiançailles avec le prince héritier d'Italie.
La reine s'éteint en 1925 à l'âge de 83 ans. Son corps est inhumé à Rome auprès de celui de son époux en l'église du Saint-Esprit des Napolitains, puis en 1984 les deux sont ramenés en la basilique Santa Chiara de Naples, nécropole des rois des Deux-Siciles.
De sa fille naturelle, Daisy de Lavaysse, on sait depuis peu  qu'elle fut notamment élevée dans sa famille paternelle dans le sud-ouest de la France. Alliée à la famille du comte de Gineste dans le Tarn, l’enfant cachée fait de longs séjours au château de Garrevaques près de Revel. Elle meurt avant sa mère, puisque cette dernière assiste aux obsèques de sa fille à Paris, en 1886, au grand étonnement de la presse. En 2021, Lorraine Kaltenbach, l’arrière-arrière-petite-fille d'Henri de Gineste, châtelain de Garrevaques, publie dans son ouvrage « Le secret de la reine soldat » (éditions du Rocher) la véritable identité de Daisy, et révèle que la reine de Naples n’a jamais rompu ses relations avec cette enfant cachée.[réf. nécessaire]

## Titulature et décorations

### Titulature
- 4 octobre 1841 – 3 février 1859 : Son Altesse Royale la duchesse Marie Sophie en Bavière.
- 3 février 1859 – 22 mai 1859 : Son Altesse Royale la duchesse de Calabre.
- 22 mai 1859 – 27 décembre 1894 : Sa Majesté la reine.
- 27 décembre 1894 – 19 janvier 1925 : Sa Majesté la reine Marie Sophie (Maria Sophia)

### Décorations dynastiques

#### Autriche-Hongrie
| Ordre de la Croix étoilée | Dame de l'ordre de la Croix étoilée, |

#### Royaume de Bavière
| Ordre de Thérèse          | Dame d'honneur de l'ordre de Thérèse                   |
| Ordre de Sainte-Élisabeth | Dame de première classe de l'ordre de Sainte-Élisabeth |

#### Royaume des Deux-Siciles
| Ordre sacré et militaire constantinien de Saint-Georges | Dame Grand-croix de justice de l'ordre sacré et militaire constantinien de Saint-Georges |

#### Royaume d'Espagne
| Ordre de la Reine Marie-Louise | Dame de l'ordre de la Reine Marie-Louise (30 juin 1859) |

## Famille

### Fratrie
- - Louis-Guillaume (1831-1920) contracte deux unions morganatiques
  - Hélène (1834-1890), princesse de Tour-et-Taxis
  - Élisabeth (1837-1898), impératrice d'Autriche et reine de Hongrie
  - Charles-Théodore (1839-1909), père de la reine Élisabeth de Belgique et de la princesse royale Marie-Gabrielle de Bavière
  - Mathilde (1843-1925), princesse des Deux-Siciles, comtesse de Trani,
  - Sophie (1847-1897), duchesse d'Alençon
  - Maximilien-Emmanuel (1849-1893)